# Brendan Barker
Brendan Barker est un joueur international anglais de rink hockey. 

## Palmarès
En 2016, il participe au championnat d'Europe.